# Philippe Vernet
Philippe Vernet (* 13. Mai 1961 in Le Raincy) ist ein ehemaliger französischer Bahnradsportler.
1983 wurde Philippe Vernet in Zürich gemeinsam mit Franck Dépine Weltmeister im Tandemrennen. 1984 errang er bei den Olympischen Spielen in Los Angeles im Sprint Rang vier, wurde französischer Meister im Sprint und errang gemeinsam mit Depine den Titel des Vize-Weltmeister auf dem Tandem. 1985, 1987 und 1988 belegte er bei französischen Bahn-Meisterschaften im Sprint jeweils Platz zwei. Nach Beendigung seiner Karriere als Profi im Jahr 1989 blieb Vernet als Radsportler aktiv und errang zahlreiche Erfolge bei Masters für ältere Sportler.